# Hr.Ms.
Hr.Ms. / Zr.Ms. – skrótowiec używany przed nazwami własnymi okrętów Holandii, oznaczający w języku niderlandzkim: Harer Majesteits (Hr.Ms.) lub Zijner Majesteits (Zr.Ms.) – Jej/Jego Królewskiej Mości.
Natomiast w opartym na języku angielskim międzynarodowym piśmiennictwie morskim przed nazwami okrętów holenderskich umieszcza się prefiks HNLMS, który oznacza: His/Her Netherlands Majesty’s Ship (ang. Okręt Jego/Jej Niderlandzkiej Królewskiej Mości).